# Punta Pingüino (isla Livingston)
La punta Pingüino es un cabo que constituye el límite noreste de la playa Papúa, en la costa norte del cabo Shirreff de la isla Livingston, islas Shetland del Sur, Antártida.

## Historia y toponimia
El nombre fue propuesto por personal científico del Instituto Antártico Chileno durante la Expedición Antártica Chilena de 1990-1991, debido a que en este lugar existen colonias de pingüinos.

## Reclamaciones territoriales
Argentina incluye a la punta Pingüino en el departamento Antártida Argentina dentro de la provincia de Tierra del Fuego, Antártida e Islas del Atlántico Sur; para Chile forma parte de la comuna Antártica de la provincia Antártica Chilena dentro de la Región de Magallanes y de la Antártica Chilena; y para el Reino Unido integra el Territorio Antártico Británico. Las tres reclamaciones están sujetas a las disposiciones del Tratado Antártico.